# Leon Brown
Pour les articles homonymes, voir Brown.
Pas d'image ? Cliquez ici

a Compétitions nationales et continentales officielles uniquement.

b Matchs officiels uniquement.
Dernière mise à jour le 12 janvier 2025.
Leon Brown, né le 26 octobre 1996 à Newport (pays de Galles), est un joueur international gallois de rugby à XV. Il évolue au poste de pilier droit.
Après avoir fait ses débuts senior pour le Cross Keys RFC en Championnat du pays de Galles, Leon Brown évolue au niveau professionnel pour les Dragons RFC de 2016 à 2025.
Au niveau international, il remporte le Tournoi des Six Nations des moins de 20 ans 2016 avant de remporter le Tournoi des Six Nations 2021 avec l'équipe du pays de Galles senior.
En début d'année 2025, il met un terme à sa carrière à 28 ans en raison de blessures récurrentes.

## Biographie

### Jeunesse et formation
Leon Brown naît à Newport, au pays de Galles, puis grandit dans le quartier de Maesglas (en). Il découvre le rugby à XV dans le club de St Joseph's RFC (en) puis continue de le pratiquer dans la St Joseph's Roman Catholic High School (en), établissement auquel il fait plus tard une donation financière en signe de gratitude pour remercier l'aide apportée par l'institution au début de sa carrière de rugbyman, et à la Newport High School (en) où il est scolarisé,.
Il rejoint l'académie (centre de formation) des Dragons RFC en 2012 et fait ses débuts en catégorie des moins de 16 ans pour la première fois contre les Ospreys.
Conjointement à son ascension dans le centre de formation des Dragons, il évolue également avec le club de Cross Keys RFC avec qui il fait ses débuts en senior. Il est notamment élu « Joueur du mois du Championnat du pays de Galles » en octobre 2015.
Au niveau international, il est tout d'abord sélectionné par l'équipe des moins de 16 ans du pays de Galles. Lors de l'été 2015, il est sélectionné avec les moins de 18 ans pour une tournée en Afrique du Sud. Également en 2015, il est sélectionné par l'équipe du pays de Galles des moins de 20 ans pour participer au Championnat du monde junior.
L'année suivante, il fait de nouveau partie de l'effectif retenu pour disputer le Tournoi des Six Nations, où il se retrouve en concurrence avec Dillon Lewis, et réalise le Grand Chelem avec son équipe. Cette même année, il participe au Championnat du monde junior.

### Début de carrière professionnelle avec les Dragons RFC et débuts internationaux (2016-2019)
Leon Brown commence sa carrière professionnelle avec la franchise des Dragons RFC, évoluant en Pro14. Il fait ses débuts en Coupe anglo-galloise en 2016 contre les Leicester Tigers. Durant les tests d'automne 2016, il est appelé par Rob Howley pour s'entraîner avec l'équipe du pays de Galles. Cette même saison, il découvre également le Challenge européen contre les Worcester Warriors où il écope d'un carton jaune lors de sa première rencontre européenne.
L'année suivante, il découvre le Pro14 en tant que titulaire lors de la première journée contre le Leinster. Il inscrit son premier essai contre les Ospreys lors de la septième journée. À cette même période, il est de nouveau convoqué avec le pays de Galles pour disputer les tests d'automne. Il fait ses débuts internationaux contre l'équipe d'Australie en tant que remplaçant, puis est titularisé la semaine suivante contre la Géorgie. Cette saison-là, avec les Dragons, il dispute onze rencontres dont neuf en tant que titulaire et il prolonge son contrat pour une longue durée,.
En octobre 2018, il est sélectionné pour participer à la tournée d'automne de nouveau. Il prend part à deux rencontres. En fin de saison, il est également retenu pour les tests de préparation à la Coupe du monde 2019, mais il n'est finalement pas sélectionné pour la compétition planétaire.

### Titulaire chez les Dragons et victoire dans le Tournoi des Six Nations avec le pays de Galles (2019-2021)
Par la suite, il continue de progresser et devient le premier choix sur le côté droit de la première ligne des Dragons. Puis, il est appelé pour le Tournoi des Six Nations 2020, il joue ses quatre premières rencontres dans la compétition lors des quatre premières journées. En fin de saison 2019-2020 de Pro14, il est nommé dans l'équipe-type de l'année au poste de pilier droit. Il est le premier joueur des Dragons à connaître cet honneur depuis Colin Charvis en 2007.
Il est sélectionné plus régulièrement par la suite mais reste derrière Tomas Francis et est toujours en concurrence avec Dillon Lewis, il participe notamment à la Coupe d'automne des nations qui a lieu en fin d'année 2020. Retenu pour le Tournoi des Six Nations 2021, il dispute les cinq rencontres en tant que remplaçant et remporte la compétition avec son équipe,. L'été suivant, il fait également partie de l'équipe galloise qui se rend en Amérique.

### Blessures récurrentes et fin de carrière précoce (2022-2025)
En début d'année 2022, Leon Brown est sélectionné pour le Tournoi des Six Nations, il prend part à seulement deux rencontres de la compétition comme remplaçant. Peu de temps après, il se blesse gravement et déclare forfait pour la tournée d'été en Afrique du Sud.
Lors du début de saison 2022-2023, il se reblesse et est forfait pour les test matchs de fin d'année. En janvier 2023, il est convoqué par Warren Gatland pour disputer le Tournoi des Six Nations alors qu'il revient de blessure et n'a joué qu'un match depuis avril 2022. Après la blessure de Tomas Francis lors de la première journée, il a donc l'opportunité de disputer ses premières minutes dans cette édition et joue la deuxième rencontre contre l'Écosse en tant que remplaçant. C'est son seul match de la compétition, son équipe termine à la cinquième place du classement après un Tournoi décevant.
À cause de ses nombreuses blessures, il manque la Coupe du monde 2023. En octobre, quelques jours après l'élimination des Gallois de la Coupe du monde 2023, il est de nouveau retenu dans le groupe gallois pour affronter les Barbarians lors d'une rencontre non-officielle prévue début novembre suivant. Cependant, il déclare forfait pour cette rencontre après une blessure musculaire à un mollet. En janvier 2024, il est sélectionné pour le Tournoi des Six Nations. Pour la première journée, il est titularisé mais reçoit un coup durant la rencontre et est forcé de sortir à la mi-temps. Il n'est alors pas retenu pour le second match et ne participe pas aux autres rencontres. Sa sélection termine la compétition à la dernière place sans avoir remporté un match et récolte la cuillère de bois.
Durant l'été 2024, en raison de ses nombreuses blessures, il signe un contrat spécial de courte durée avec les Dragons RFC afin de pouvoir adapter les termes de ce contrat selon sa forme physique. Après avoir joué trois matchs en début de saison du United Rugby Championship (ex-Pro14), il se blesse à nouveau. Finalement, début janvier, il annonce prendre sa retraite sportive à 28 ans en raison de ses trois opérations au cou subies lors des trois dernières années,.

## Statistiques

### En province
| Saison        | Club          | Compétition               | Matchs | Points | Essais |
| ------------- | ------------- | ------------------------- | ------ | ------ | ------ |
| 2016-2017     | Dragons       | Pro12                     | -      | -      | -      |
| 2016-2017     | Dragons       | Challenge européen        | 2      | -      | -      |
| 2016-2017     | Dragons       | Coupe anglo-galloise      | 1      | -      | -      |
| 2017-2018     | Dragons       | Pro14                     | 10     | 5      | 1      |
| 2017-2018     | Dragons       | Challenge européen        | 1      | -      | -      |
| 2018-2019     | Dragons       | Pro14                     | 11     | -      | -      |
| 2018-2019     | Dragons       | Challenge européen        | 2      | 5      | 1      |
| 2019-2020     | Dragons       | Pro14                     | 11     | 10     | 2      |
| 2019-2020     | Dragons       | Challenge européen        | 6      | -      | -      |
| 2020-2021     | Dragons       | Pro14                     | 5      | -      | -      |
| 2020-2021     | Dragons       | Challenge européen        | 1      | 5      | 1      |
| 2020-2021     | Dragons       | Pro14 Rainbow Cup         | 2      | -      | -      |
| 2021-2022     | Dragons       | United Rugby Championship | 6      | -      | -      |
| 2021-2022     | Dragons       | Challenge européen        | 4      | -      | -      |
| 2022-2023     | Dragons       | United Rugby Championship | 2      | -      | -      |
| 2022-2023     | Dragons       | Challenge Cup             | 2      | -      | -      |
| 2023-2024     | Dragons       | United Rugby Championship | 3      | -      | -      |
| 2023-2024     | Dragons       | Challenge Cup             | 1      | -      | -      |
| 2024-2025     | Dragons       | United Rugby Championship | 3      | -      | -      |
| 2024-2025     | Dragons       | Challenge Cup             | -      | -      | -      |
| Total Dragons | Total Dragons | Total Dragons             | 73     | 25     | 5      |

### En équipe nationale
Leon Brown compte 24 capes avec le pays de Galles, dont quatre en tant que titulaire, depuis sa première sélection le 11 novembre 2017 au Millennium Stadium face à l'Australie.
Il participe à cinq éditions du Tournoi des Six Nations, de 2020 à 2024.

## Palmarès

### En équipe nationale
- Vainqueur du Tournoi des Six Nations en 2016 (Grand Chelem) avec l'équipe du pays de Galles des moins de 20 ans.
  - Vainqueur de la Triple couronne en 2016 avec l'équipe du pays de Galles des moins de 20 ans.
- Vainqueur du Tournoi des Six Nations en 2021 avec l'équipe du pays de Galles.
  - Vainqueur de la Triple couronne en 2021 avec l'équipe du pays de Galles.

### Distinctions personnelles
- Membre de l'équipe-type du Pro14 en 2020.